# Poetry for the Poisoned
Poetry for the Poisoned is het negende album van de Amerikaanse band Kamelot. Simone Simons, Gus G en Jon Oliva hadden onder anderen een gastoptreden op dit album.

## Nummers
| Nr. | Titel                                                             | Schrijver(s)                | Duur |
| --- | ----------------------------------------------------------------- | --------------------------- | ---- |
| 1.  | The Great Pandemonium (met Björn "Speed" Strid)                   | Roy Khan, Thomas Youngblood | 4:24 |
| 2.  | If Tomorrow Came                                                  | Khan, Sascha Paeth          | 3:58 |
| 3.  | Dear Editor                                                       | Khan, Youngblood            | 1:18 |
| 4.  | The Zodiac (met Jon Oliva & Amanda Somerville)                    | Khan, Youngblood, Paeth     | 4:00 |
| 5.  | Hunter's Season (met Gus G.)                                      | Khan, Youngblood            | 5:34 |
| 6.  | House on a Hill (met Simone Simons)                               | Khan, Youngblood, Paeth     | 4:14 |
| 7.  | Necropolis                                                        | Khan, Youngblood            | 4:16 |
| 8.  | My Train of Thoughts                                              | Khan, Youngblood            | 4:08 |
| 9.  | Seal of Woven Years                                               | Khan, Youngblood            | 5:13 |
| 10. | Poetry for the Poisoned, Pt. I: Incubus                           | Khan, Youngblood            | 2:57 |
| 11. | Poetry for the Poisoned, Pt. II: So Long (met Simone Simons)      | Khan, Youngblood            | 3:24 |
| 12. | Poetry for the Poisoned, Pt. III: All Is Over (met Simone Simons) | Khan, Youngblood            | 1:03 |
| 13. | Poetry for the Poisoned, Pt. IV: Dissection                       | Khan, Oliver Palotai        | 2:00 |
| 14. | Once Upon a Time                                                  | Khan, Youngblood            | 3:45 |

### Bonusnummers
| Nr. | Titel                                                                                        | Schrijver(s)            | Duur |
| --- | -------------------------------------------------------------------------------------------- | ----------------------- | ---- |
| 15. | Thespian Drama (instrumentaal) (Japanse / vinylsingle editie bonustrack / iTunes bonustrack) | Palotai                 | 3:46 |
| 16. | Where the Wild Roses Grow (met Chanty Wunder, EU limited edition bonustrack)                 | Nick Cave               | 3:59 |
| 17. | House on a Hill (uncut version) (USA DVD editie bonustrack / 2LP bonustrack)                 | Khan, Youngblood, Paeth | 5:02 |

## Line up
- Roy Khan - zanger
- Thomas Youngblood - gitarist
- Casey Grillo  - drummer
- Sean Tibbetts - bassist
- Oliver Palotai - toetsenist